# Шевченківський район (Київ)

Будинок Шевченківської райдержадміністрації

Шевче́нківський райо́н — район міста Києва, створений згідно з постановою ЦВК УРСР 4 квітня 1937 року під назвою Молотовський. Сучасна назва — з 1957 року.

## Географічне положення
Район розташований у центральній частині міста. Межує на сході — з Печерським, на заході — зі Святошинським, на півночі — з Подільським, на півдні — з Солом'янським, на південному сході — з Голосіївським районами Києва.

### Межі району
Володимирський узвіз; Хрещатик (східна частина, включаючи Європейську площу, Майдан Незалежності, Бесарабський ринок), Велика Васильківська вулиця; вулиця Гетьмана Павла Скоропадського; вздовж північно-східної смуги залізниці, включаючи Вокзальну площу, Політехнічний провулок; проспект Берестейський; вулиця Мрії; вулиця Стеценка; смуга залізниці на ділянці від вулиці Щусєва до Сирецької вулиці; Сирецька вулиця; вулиця Ольжича; межа між існуючими ГБК; комунальна зона на території Сирецького звалища будівельного сміття, включаючи недіючу сміттєперевантажувальну станцію; західна межа індивідуальної житлової забудови вздовж Фруктової вулиці; вулиця Оксани Мешко; вздовж південно-західної межі садибної забудови; проїзд до переходу Бакинської вулиці у Петропавлівську вулицю; внутрішньоквартальний проїзд до вулиці Олени Теліги; вулиця Олени Теліги; по лотку дренажної системи; північна межа Кирилівського кладовища; по тальвегу відрога Реп'яхового яру; Врубелівський узвіз; по схилах вздовж Кирилівської вулиці; від Мильного провулку — вздовж західного схилу Юрківського кар'єру; від Нижньоюрківської вулиці — по підошві гори Юрковиці; вулиця Верхній Вал; по підошві Старокиївської гори та її відрогах; перетинаючи Андріївський узвіз — по алеї вздовж підошви Андріївської гори; траса фунікулера.

## Історія

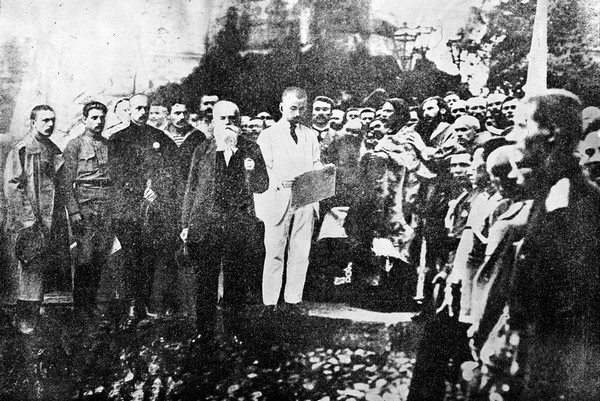
Проголошення Першого Універсалу Української Центральної Ради до народу України після молебню на Софійській площі. Читає М. Ковалевський. У центрі — Михайло Грушевський

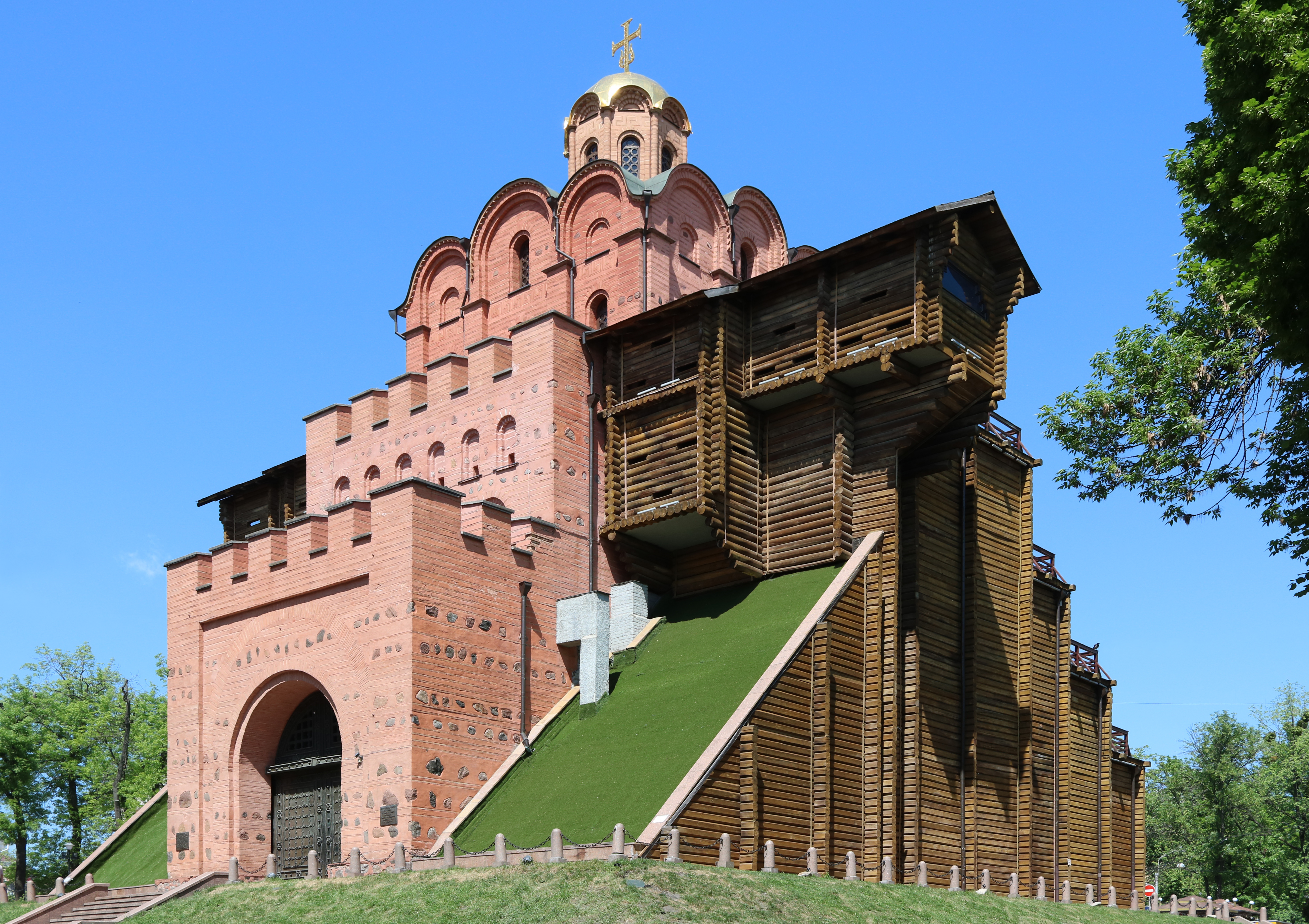
Золоті ворота розташовані в Шевченківському районі

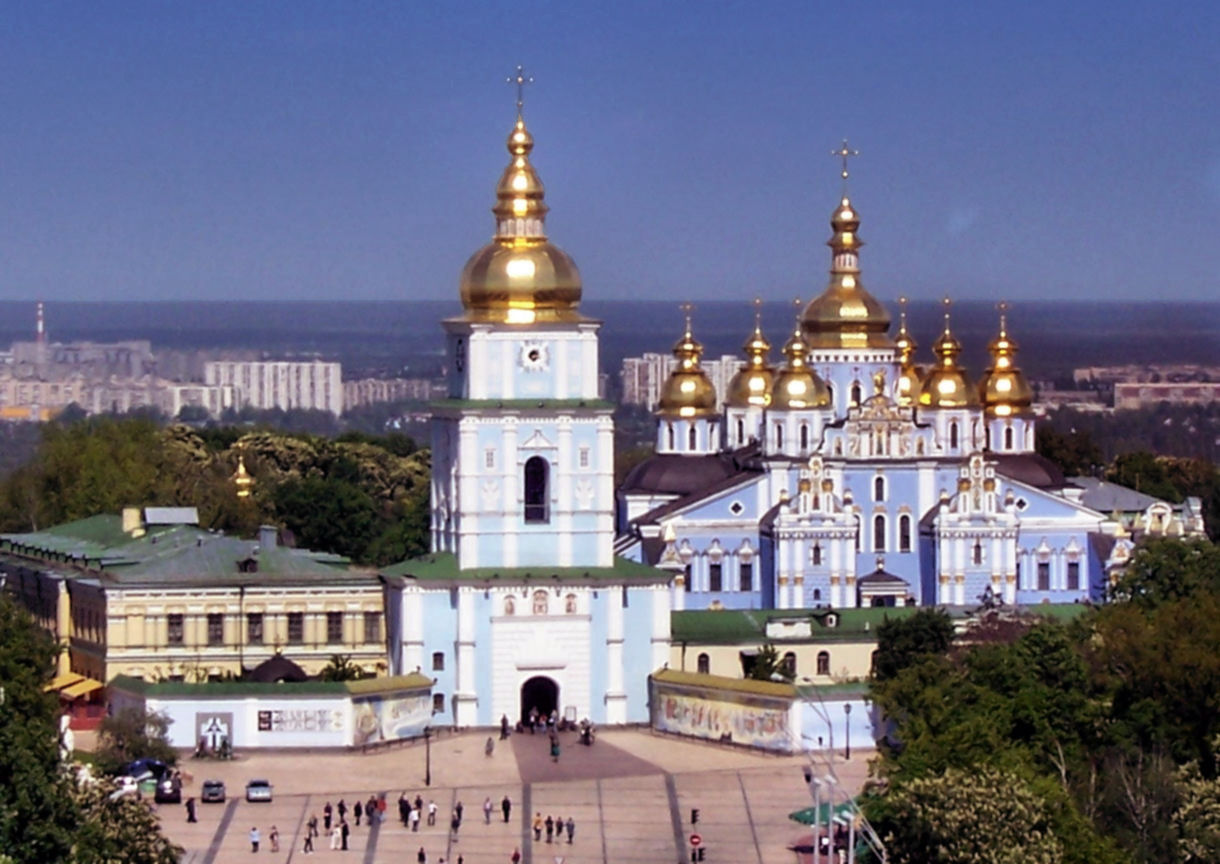
Михайлівський Золотоверхий собор — пам'ятка району

Історія району тісно пов'язана як з історією створення самого міста, так і з історією державотворення давньоруської держави — Київської Русі. Головні події славної історії України, пов'язані з боротьбою за створення незалежної Держави, проходили саме в межах Шевченківського району.
Ядром становлення давньоруської держави була Старокиївська гора. Саме тут Апостол Андрій поставив хреста, тут Володимир Великий проводив Вибір Віри та закладав основи державності, яку формували його син Ярослав та онук Всеволод. Саме центром Київської Русі була територія Шевченківського району, де засновано Київ — «Мати міст Руських».
Через Золоті ворота направлявся у Софію Богдан Хмельницький, намагаючись у 1648 році створити незалежну козацьку державу. Про це він та ієрарх Київський, митрополит Сільвестр Косів промовляли у Софійському соборі.
Саме на території району закладались підвалини національної самосвідомості українського народу, тут виношувалися ідеї незалежності у Тараса Шевченка, Івана Франка, Панька Куліша, Михайла Максимовича, Миколи Костомарова, Михайла Драгоманова, Павла Чубинського, Агатангела Кримського.
Тут знаходилась Центральна Рада та Софійський (Богдана Хмельницького) майдан, де проголошувалися Універсали, відбулося обрання гетьмана Павла Скоропадського та інші не менш важливі події, пов'язані з історією формування Української Держави.
Район зберігає чимало пам'ятних місць з доленосної історії державотворення України, тут знаходяться будинки, пов'язані з життєдіяльністю Апостолів Незалежності — Михайла Грушевського, Симона Петлюри, Володимира Винниченка, Георгія Нарбута, братів Кричевських, Патріарха Володимира Романюка, Алли Горської тощо.
Саме на майдані Богдана Хмельницького відбувалися численні маніфестації та мітинги, що привели до проголошення Незалежності 24 серпня 1991 року. На території району понад 50 держав світу розташували свої посольства та представництва.
У жовтні 2001 року район збільшився внаслідок злиття з колишніми Радянським та Старокиївським районами міста. Водночас район втратив деякі території (наприклад, Виноградар), які відійшли до складу Подільського району.

## Сучасність
Сучасна територія Шевченківського району займає площу 2,7 тисячі гектарів, де проживає 220 тисяч осіб. Сьогодні він поєднує в собі високопродуктивну промисловість і будівництво, поліграфічне виробництво і розгалужену торгівлю, охорону здоров'я і сферу побутового обслуговування, широку мережу навчальних закладів та закладів культури. На території району понад 50 держав світу розташували свої посольства та представництва.
До складу району входять території: Нивки (частина), Шулявка (частина), Дехтярі, Сирець, Волейків, Лук'янівка, Солдатська слобідка, Верхне (старе) місто, Кудрявець, Татарка, Репяхів Яр, Дорогожичі, Загоровщина, Афанасівський яр.
- До промислового комплексу району входить 71 підприємство.
- Торговельне обслуговування району здійснюють 1136 підприємств торгівлі та громадського харчування.
- Система освіти району представлена 108 установами та закладами: 52 заклади загальної середньої освіти, 49 закладів дошкільної освіти та 7 закладів позашкільної освіти.
- Крім того, на території району розташовано 31 заклад вищої освіти, зокрема Національний університет ім. Шевченка, Київський національний економічний університет, Національний медичний університет ім. Богомольця.

У підпорядкуванні районної влади перебувають 8 закладів естетичного виховання та централізована бібліотечна система, до якої належать Центральна районна бібліотека ім. Плужника та 18 бібліотек-філій.
На території району також розташовано 72 установ культури, зокрема 8 театрів (в тому числі Національна опера України), 3 кінотеатри, 16 музеїв, 15 клубів та будинків культури, 15 галерей, зоопарк, Національний цирк України. Всього налічується 828 пам'яток історії, культури, архітектури та археології.
Шевченківський район — центр суспільно-політичної діяльності об'єднань громадян. У ньому діють 64 районні осередки політичних партій, 146 громадських організацій.
Науковий потенціал представляють широко відомі та знані не тільки в Україні, а й за її межами науково-дослідні та проєктно-конструкторські інститути. У Шевченківському районі розташовані Національна Академія Наук України та більшість її інститутів.
У системі охорони здоров'я району функціонують: 6 поліклінік, що обслуговують 219,7 тисячі дорослого населення; 6 поліклінік, що обслуговують 62,4 тисячі дитячого населення; 4 стоматологічні поліклініки; 2 дитячі клінічні лікарні; Центр здоров'я; дитячий санаторій «Ясний»; міська фізіотерапевтична поліклініка.
У сфері молодіжної політики реалізуються комплексні програми «Молодь міста Києва» та «Фізичне виховання — здоров'я нації». У мережі фізкультурно-оздоровчих закладів району функціонують 4 дитячі юнацько-спортивні школи, 58 спортивних залів, 3 стадіони, 92 спортмайданчики, 20 гімнастичних містечок.
Шевченківський район є одним з найбільш озеленених районів столиці — 13 парків, 79 скверів, 6 бульварів.
З 15 серпня 2014 р. Шевченківський район очолює Гаряга Олег Олександрович.

## Район-партнер
район Мітте, Берлін, Німеччина (2024)

## Населення

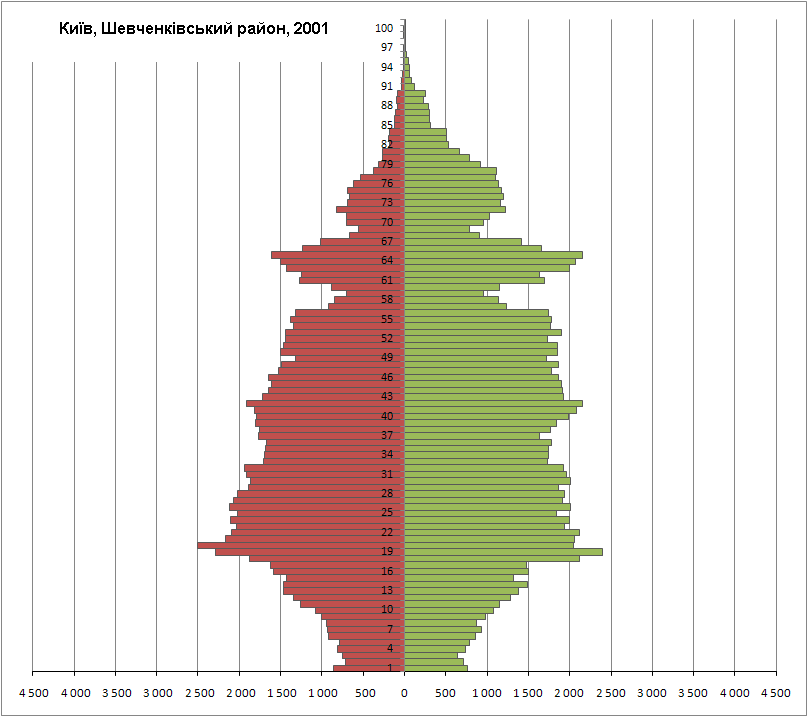
Статево-вікова піраміда населення Шевченківського району у 2001 р.

Чисельність населення району:
- 2001 — 237 213
- 2008 — 232 542
- 2020 — 220 077[5]

### Мовний склад
Рідна мова населення за даними перепису 2001 року:
| Мова       | Чисельність, осіб | Доля     |
| ---------- | ----------------- | -------- |
| Українська | 145 553           | 64,65 %  |
| Російська  | 72 356            | 32,13 %  |
| Інше       | 7 246             | 3,22 %   |
| Разом      | 225 155           | 100,00 % |